# Chisago City
Chisago City és una població dels Estats Units a l'estat de Minnesota. Segons el cens del 2000 tenia 2.622 habitants.

## Demografia
Segons el cens del 2000, Chisago City tenia 2.622 habitants, 1.038 habitatges, i 685 famílies. La densitat de població era de 513,9 habitants per km².
Dels 1.038 habitatges en un 32,9% hi vivien nens de menys de 18 anys, en un 51,4% hi vivien parelles casades, en un 10,1% dones solteres, i en un 34% no eren unitats familiars. En el 29,2% dels habitatges hi vivien persones soles el 17,1% de les quals corresponia a persones de 65 anys o més que vivien soles. El nombre mitjà de persones vivint en cada habitatge era de 2,42 i el nombre mitjà de persones que vivien en cada família era de 2,96.
Per edats la població es repartia de la següent manera: un 25,1% tenia menys de 18 anys, un 8% entre 18 i 24, un 27,8% entre 25 i 44, un 18,1% de 45 a 60 i un 21% 65 anys o més.
L'edat mediana era de 38 anys. Per cada 100 dones de 18 o més anys hi havia 81,3 homes.
La renda mediana per habitatge era de 38.352 $ i la renda mediana per família de 51.964 $. Els homes tenien una renda mediana de 38.988 $ mentre que les dones 27.163 $. La renda per capita de la població era de 22.321 $. Entorn del 3,8% de les famílies i el 6% de la població estaven per davall del llindar de pobresa.

## Poblacions més properes
El següent diagrama mostra les poblacions més properes.